# Piet Gerards
Piet Gerards (Heerlen, 29 november 1950) is een Nederlands grafisch ontwerper en uitgever.

## Biograﬁe
Piet Gerards studeerde schilderen aan de Stadsacademie voor Toegepaste Kunsten in Maastricht. In 1973 brak hij zijn studie af waarna hij zich manifesteerde als ontwerper en drukker van activistisch drukwerk. 
In de jaren tachtig richtte hij twee uitgeverijen op, Gerards & Schreurs en Uitgeverij Huis Clos. Hij ontwikkelde zich als vormgever van literaire boeken, o.a. van auteurs als Louis Paul Boon, Gerard Reve, Vladimir Majakovski, Vladislav Chodasevitsj, Anatol Stern en Daniil Charms. Een van de kenmerken van zijn boekontwerpen is het gevarieerd lettergebruik. Naast het gebruik van klassiekers als Bembo, Baskerville, Futura, Gill Sans en Neue Helvetica ontpopte Gerards zich als pleitbezorger van de nieuwe Nederlandse digitale letters zoals Trinité (Bram de Does), Scala (Martin Majoor), Quadraat (Fred Smeijers), Caecilia (Peter Matthias Noordzij) en Offline (Roelof Mulder).
In 1985 was hij initiator van Kunstencentrum Signe in zijn woonplaats Heerlen, waar hij tentoonstellingen en multidisciplinaire projecten organiseerde,  gewijd aan het werk van Andrej Tarkovski, Stefan en Franciszka Themerson, Stanisław Ignacy Witkiewicz, Paul van Ostaijen en John Hejduk.
In de jaren negentig werd architectuur een belangrijk thema. Hij ontwierp boeken over het werk van Jo Coenen, P.J.H. Cuypers, Herman Hertzberger, Ben van Berkel, Wiel Arets en Hubert-Jan Henket voor uitgeverijen als 010, NAi, SUN, Architectura & Natura, Birkhäuser, Lecturis en Ernst & Sohn. In 1993 werd zijn werk opgenomen in de tentoonstelling Grafisch ontwerp uit de Limburgen.
In 2003 verscheen bij Uitgeverij 010 de monografie Werktitel: Piet Gerards, grafisch ontwerper, geschreven door Ben van Melick. Drie jaar later vestigde hij zich onder de naam ‘Piet Gerards Ontwerpers’ in Amsterdam. In zijn studio organiseerde hij een reeks bijeenkomsten onder de naam ‘25 stoelen’: Marita Mathijsen, Bart Schneemann, Jan van Adrichem, Henk Hoeks, Bart Sorgedrager en Saskia Asser waren enkele van de zestien sprekers die hun favoriete tien boeken met de aanwezigen bespraken. 
In de loop van zijn carrière was hij betrokken bij talloze publicaties op het gebied van beeldende kunst, muziek, fotografie, vormgeving en geschiedenis. Hij gaf lezingen over zijn werk o.a. in Wenen, Raabs, Essen en Heerlen. In 2007 was hij de initiator van een uitwisselingsproject tussen studenten van zes Nederlandse kunstacademies en twaalf Roemeense studenten van de Nationale Universiteit van de Kunsten in Boekarest.In het studiejaar 2010-2011 doceerde hij Boektypografie aan het Plantin Instituut voor Typografie te Antwerpen.
In 1993 werd zijn ontwerp van het boek 'Faces' erkend als het best ontworpen boek ter wereld waarvoor hij een gouden medaille ontving van de Stiftung Buchkunst, hij was daarmee de eerste Nederlander die deze eer te beurt viel. Twee jaar later ontving hij voor zijn boekontwerp 'Berlin Nights' – van de Amerikaanse architect John Hejduk – de prestigieuze International Book Award van het American Institute of Architects. In het kader van de wedstrijd 'Best Book Design from All Over the World', die jaarlijks door de Stiftung Buchkunst wordt georganiseerd, werd een selectie van zijn bekroonde boeken tentoongesteld op de Shanghai International Book Design Arts Exhibition.
Voordat hij in 2018 besloot te stoppen maakte hij exposities in het Provinciehuis Limburg: ‘Complot rond een vierkant. De goodwill-reeks van drukkerij Rosbeek 1969-2006’. Hij maakte tentoonstellingen voor Bijzondere Collecties van de Universiteit van Amsterdam ('Afsetters en meester-afsetters. De kunst van het kleuren’) en voor de Openbare Bibliotheek Amsterdam (‘25 jaar Uitgeverij Huis Clos’). Nu, woonachtig in Arnhem, ontwerpt hij incidenteel onder eigen naam. Gerards’ oeuvre is opgenomen in verschillende archieven, waaronder dat van Museum Meermanno / Huis van het boek in Den Haag.

## Prijzen
Een selectie van de prijzen die Piet Gerards kreeg uitgereikt.
- De Best Verzorgde Boeken (NL) / 35 bekroningen tussen 1986 en 2017
- Schönste Bücher aus aller Welt, Leipzig (D) / eervolle vermelding 1991, 1995, 2003, 2013 / gouden medaille 1993
- German prize for Communication Design, Essen (D) / Red Dot Award 1993, 1994, 1995, 1996, 1997, 2001, 2004
- American Institute of Architects, Washington (US) / International Architecture Book Award 1995
- PostNL/Collect, Den Haag (NL) / Mooiste postzegel 2001
- International Society of Typographic Designers London (UK) / Award 2003, Premium award 2009, 2013
- Stichting De Gouden Ganzenveer (NL) / Ereveer 2017

## Archieven
Het werk van Piet Gerards is in verschillende archieven opgenomen.
- Museum Meermanno/Huis van het Boek, Den Haag: hele oeuvre
- Bijzondere Collecties van de Universiteit van Amsterdam: Uitgeverij Huis Clos, Gouden Ganzenveer, Best Verzorgde Boeken
- SHCL (Sociaal Historisch Centrum Limburg), Maastricht: Uitgeverij Gerards & Schreurs
- Stadsarchief Heerlen: Kunstencentrum Signe